# Jane Rigby

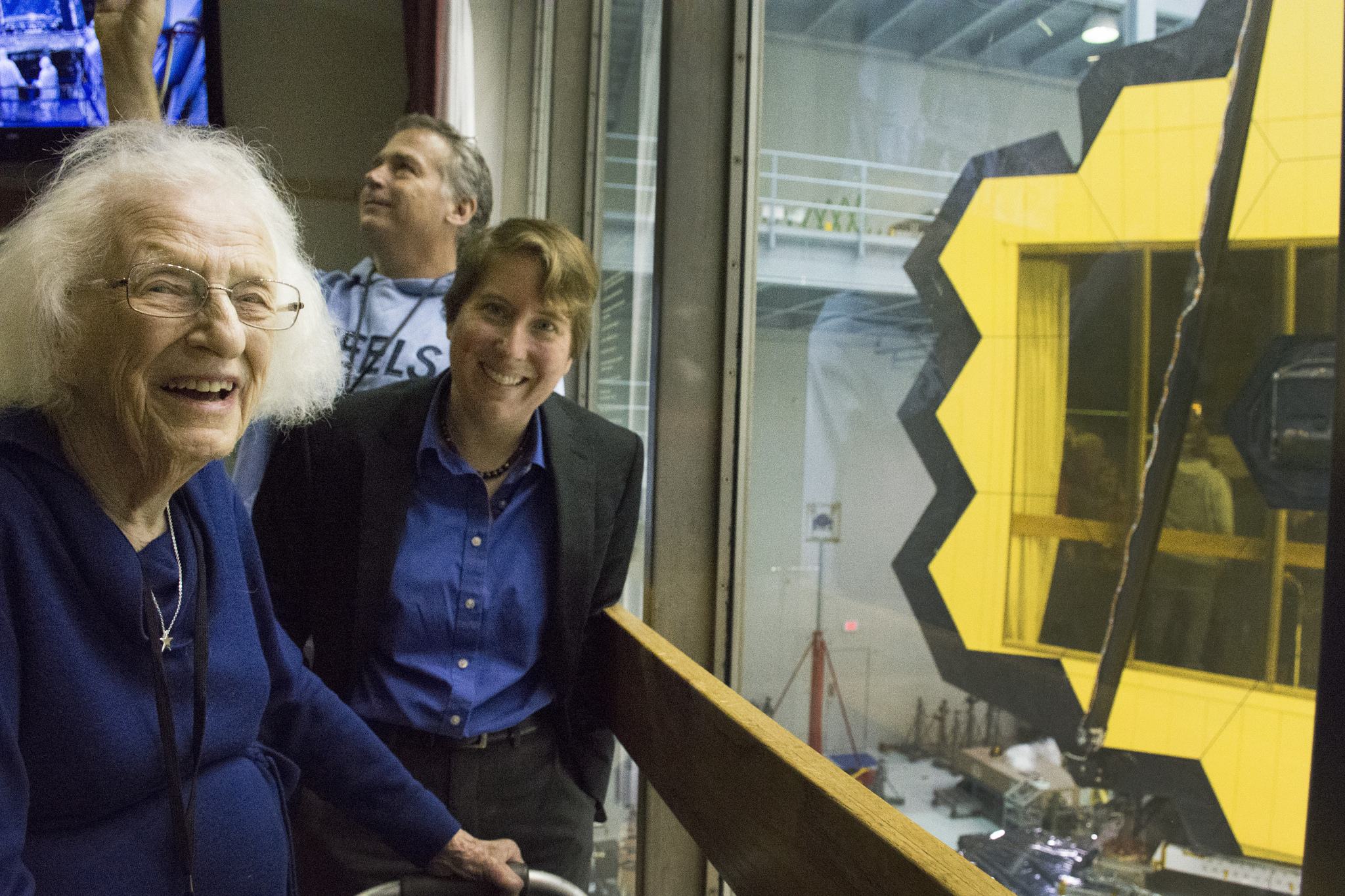
Jane Rigby (Bildmitte) mit Nancy Roman, der ersten NASA-Astronomie-Chefin neben dem im Bau befindlichen James Webb-Weltraum-Teleskop, 2017

Jane Rigby (* 20. Jahrhundert in Delaware, USA) ist eine US-amerikanische Astronomin und Astrophysikerin. Sie ist eine der Hauptverantwortlichen für das James-Webb-Weltraumteleskop (JWST) und wurde 2022 als Wissenschaftlerin des Jahres ausgezeichnet. Sie entwickelt neue Techniken zur Untersuchung der Galaxienentwicklung, sternbildender Galaxien und aktiver Galaxienkerne.

## Leben und Werk

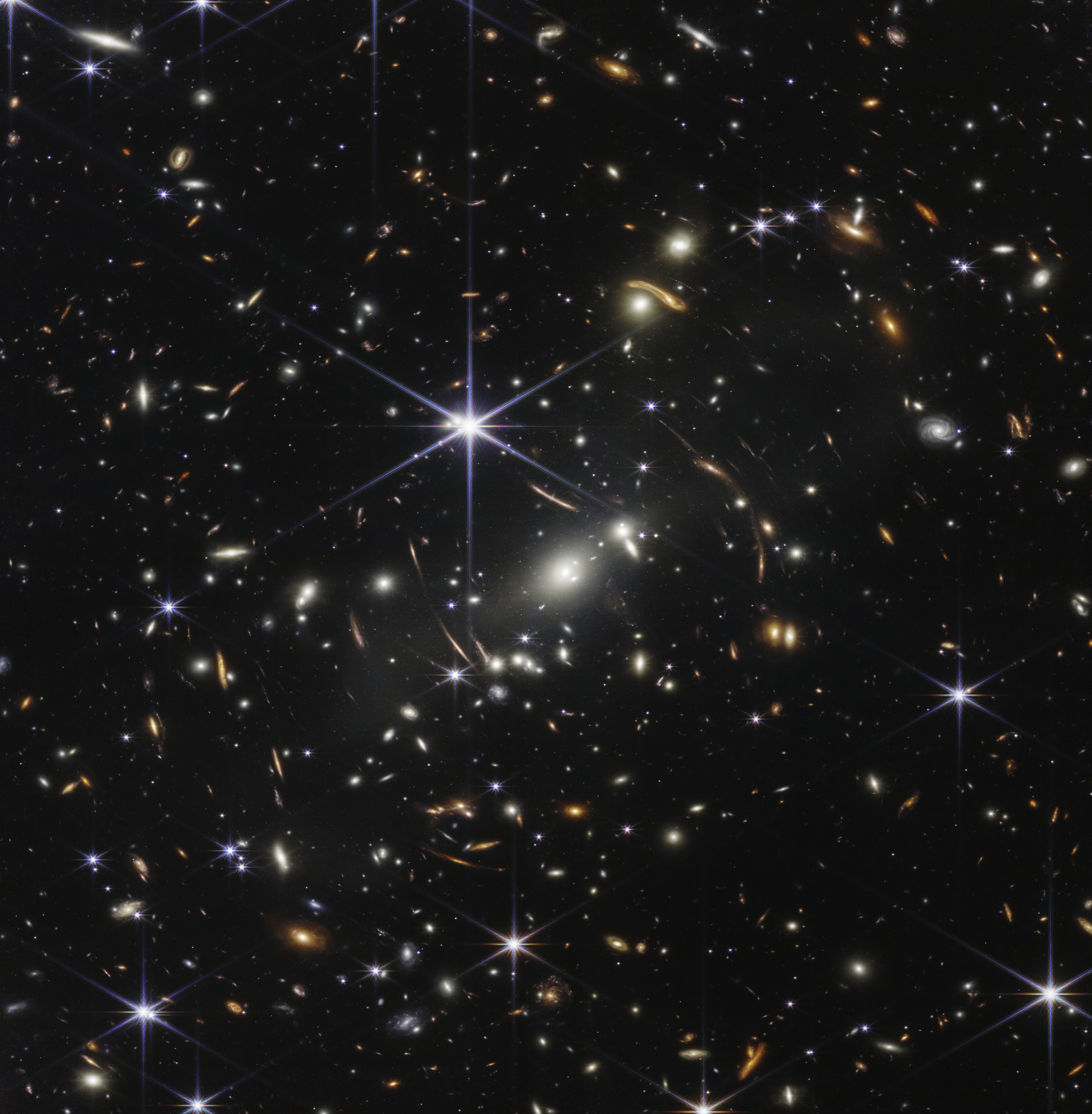
Das James Webb-Weltraumteleskop der NASA hat das bislang tiefste und schärfste Infrarotbild des fernen Universums erstellt. Dieses Bild des Galaxienhaufens SMACS 0723, bekannt als Webbs erstes Tiefenfeld, ist voller Details. Dieses Bild ist das erste veröffentlichte Vollfarbbild des Teleskops. Es wurde am 11. Juli 2022 um 18:21 Uhr (EDT) veröffentlicht

Rigby ist die Tochter eines Physiklehrers und besuchte die Seaford High School in Delaware. Sie studierte Physik, Astronomie und Astrophysik von 1994 bis 1996 an der University of Delaware, anschließend bis 2000 an der Penn State University. Hier erwarb sie einen Bachelor of Science-Abschluss in Physik und einen weiteren BS in Astronomie. Danach studierte sie bis 2006 an der University of Arizona, wo sie 2003 einen Master of Science-Abschluss erwarb. Dort promovierte sie 2006 bei George H. Rieke mit der Dissertation: X-ray and infrared diagnostics of star formation and black hole accretion in galaxies.
Von 2006 bis 2010 forschte sie als Spitzer Fellow und Carnegie Fellow an den Carnegie Observatories in Pasadena (Kalifornien). Danach begann sie 2010 ihre Forschungstätigkeit am NASA Goddard Space Flight Center und wurde 2018 Project Scientist for Operations am James Webb Space Telescope. 2021 war der Starttag am Space Telescope Science Institute in Baltimore, Maryland, und damit begann die fünfmonatige Inbetriebnahme des Teleskops. Rigby spielte unter anderem eine Schlüsselrolle bei der Messung und dem Verständnis des Hintergrundlichts, das in JWST-Beobachtungen eindringt, da das Teleskop nicht wie das Hubble-Weltraumteleskop in einer Röhre eingeschlossen ist. Am 12. Juli veröffentlichte Rigby den ersten Artikel über wissenschaftliche Ergebnisse des JWST. In dieser Woche war sie im Weißen Haus und informierte den Präsidenten und den Vizepräsidenten der Vereinigten Staaten über die ersten JWST-Wissenschaftsbilder.
Rigbys wissenschaftlichen Interessen konzentrieren sich auf die Frage, wie sich Galaxien im Laufe der Zeit entwickeln. Sie interessiert sich für das Wachstum von Schwarzen Löchern in den Zentren von Galaxien, die Entstehung der Elemente des Periodensystems in Sternen und die Beziehungen zwischen diesen Teilen des Galaxienwachstums. Um diese Themen zu untersuchen, nutzt Rigby den Gravitationslinseneffekt, eine Technik, die seltene, natürliche Teleskope nutzt, um Galaxien zu vergrößern, wodurch sie viel heller und ausgedehnter werden. Diese Technik ermöglicht aktuellen Teleskopen einen tieferen und schärferen Einblick in das Innenleben von Galaxien.
Sie hat mehr als 100 begutachtete wissenschaftliche Arbeiten veröffentlicht und ist Hauptforscherin des TEMPLATES JWST Early Release Science-Programms.
Rigby fungiert als Treuhänderin der American Astronomical Society (AAS) und war Gründungsmitglied des AAS-Komitees für sexuelle Orientierung und geschlechtsspezifische Minderheiten in der Astronomie.

## Auszeichnungen (Auswahl)
- 2006–2009: Spitzer-Stipendiatin[6]
- 2013: Outstanding Alumni Award, Eberly College of Science
- 2013: Robert H. Goddard Award
- 2014: RobertH. Goddard Award for Diversity and Equal Employment Opportunity
- 2015: Peer Award, Astrophysics ScienceD ivision, NASA GSFC
- 2018: John C. Lindsay Memorial Award for Space Science[7]
- 2022. Nature’s 10: Ten people who helped shape science in 2022
- 2022. 100 Women (BBC)
- 2022: LGBTQ+-Wissenschaftlerin des Jahres 2022[8]
- 2022: NASA’s Exceptional Scientific Achievement Medal
- 2024: Presidential Medal of Freedom

### Team-Auszeichnungen
- 2014: NASA Group Achievement Award, to the Nu STAR Science Team
- 2016: Robert H. Goddard Award for Science, to t he JWST Project Science Team
- 2019: NASA’s Group Achievement Award, to the Astrophysics LargeMission Study Teams
- 2019: Robert H. Goddard Award for Science, to the LUVOIRSTDT
- 2019: Robert H. Goddard Award for Science, to the LUVOIRSSAT
- 2022: NASA’s Group Achievement Award, to the JWST Project Science Team
- 2022: NASA’s Group Achievement Award, to the JWST Science Working Group
- 2022: NASA’s Group Achievement Award, to the JWST Flight Operations Team
- 2023: Goddard Trophy of the National Space Club, to the JWST Mission